# Cowpunk
Cowpunk (eller country punk) er en undergenre af punk-rock som opstod i Storbritannien og det sydlige Californien i slutningen af 1970'erne og begyndelsen af 1980'erne. Genren kombinerer punk-rock eller new wave med country, folk og blues i sin lyd, tekst, attitude og stil.
Eksempler på cowpunk-bands inkluderer Social Distortion, The Gun Club, The Long Ryders, Dash Rip Rock, Violent Femmes, The Blasters, Mojo Nixon, Meat Puppets, The Beat Farmers, Rubber Rodeo, Rank and File og Jason and the Scorchers. Mange musikere fra genren er efterfølgende blevet associeret med alternativ country, roots rock eller Americana.
Den mest berømte danske gruppe som spiller cowpunk er D-A-D.